# Alexis Whitecourt 232
Pour les articles homonymes, voir Alexis.
Alexis Whitecourt 232 est une réserve indienne de la Nation sioux nakota d'Alexis située en Alberta au Canada.

## Géographie
Alexis Whitecourt 232 est située à 13 km au nord-ouest de Whitecourt en Alberta. Elle couvre une superficie de 3 544,9 hectares.